# Japans Keizerlijk zegel

Het Japanse Keizerlijke zegel

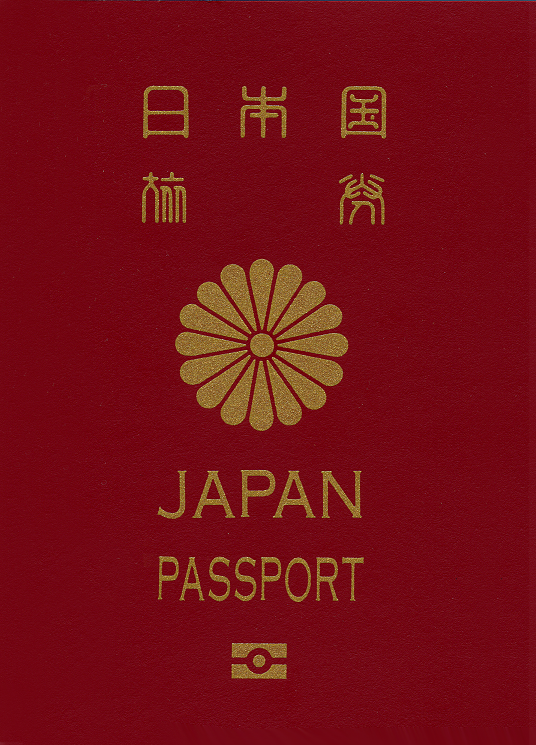
Het Japanse Keizerlijke zegel op een Japans paspoort.

Het Japanse Keizerlijke zegel is een mon of zegel gebruikt door leden van de Japanse keizerlijke familie. Het zegel geldt tevens als een nationaal symbool van Japan.
Het zegel stelt een geel/oranje chrysanthemum voor, met meestal zwarte randen. Onder de Meiji-grondwet was het gebruik van het zegel enkel voorbehouden aan de keizer zelf. Daarom gebruikten andere leden van de familie vaak iets aangepaste versies van het zegel, met een ander aantal blaadjes. Deze variatie is vandaag de dag nog steeds terug te zien. De keizer zelf gebruikt een zegel van een chrysanthemum met zestien blaadjes op de voorgrond, en nog eens 16 daarachter. Dit symbool wordt ook gebruikt door de Kokkai op officiële documenten. Andere leden van de Keizerlijke familie gebruiken doorgaans een zegel met daarop een chrysanthemum met 14 blaadjes.
Keizer Go-Daigo, die in 1333 de macht van het shogunaat probeerde te breken, gebruikte na zijn verbanning een variant van het zegel met 17 blaadjes om zich te onderscheiden van zijn opvolger, keizer Kogon.
Afghanistan · Armenië · Azerbeidzjan · Bahrein · Bangladesh · Bhutan · Brunei · Cambodja · China: Volksrepubliek / Republiek (Taiwan) · Cyprus · Filipijnen · Georgië · India · Indonesië · Irak · Iran · Israël · Japan · Jemen · Jordanië · Kazachstan · Kirgizië · Koeweit · Laos · Libanon · Malediven · Maleisië · Mongolië · Myanmar · Nepal · Noord-Korea · Oezbekistan · Oman · Oost-Timor · Pakistan · Palestina · Qatar · Rusland · Saoedi-Arabië · Singapore · Sri Lanka · Syrië · Tadzjikistan · Thailand · Turkmenistan · Turkije · Verenigde Arabische Emiraten · Vietnam · Zuid-Korea

Afhankelijke gebieden: Hongkong · Macau

Betwiste gebieden: Noord-Cyprus